# Панфилово (село, Ивановская область)
Панфи́лово — село в Савинском сельском поселении Савинского района Ивановской области России.

## География
Село расположено в 11 км на север от райцентра посёлка Савино, в 7 км от железнодорожной станции Шорыгино (на линии Иваново — Новки).

## История
Образован до Великой Отечественной войны как посёлок при торфопредприятии, входил в состав Савинского сельсовета Савинского района. Указом Президиума Верховного Совета от 22 мая 1944 года посёлок преобразован в рабочий посёлок.
С 2005 года рабочий посёлок преобразован в село в составе Савинского сельского поселения.

## Население
| 1959 | 1970  | 1979 | 1989 | 2002 | 2010 |
| ---- | ----- | ---- | ---- | ---- | ---- |
| 1348 | ↘1032 | ↘830 | ↘601 | ↘299 | ↘160 |

## Инфраструктура
Ранее посёлок процветал: имелись торфопредприятие, детский сад, школа. На данный момент отсутствуют рабочие места, вследствие чего молодое поколение покинуло населённый пункт.

## Люди, связанные с селом
В Панфилово в 1923 году родился Герой Советского Союза Григорий Петрович Ветчинкин.